# Duffield Castle (Yorkshire)
Duffield Castle war eine Burg in der Flussaue des Derwent beim Dorf North Duffield in der englischen Verwaltungseinheit North Yorkshire.

## Geschichte
Im Jahre 1320 wurde sie erstmals urkundlich erwähnt. Duffield Castle gehörte dann John Hussey, 1. Baron of Sleaford, der 1537 hingerichtet wurde. Es ist nicht sicher, wann die Burg zerstört wurde, aber die bis heute erhaltenen Überreste sind Erdwerke, die die Position des Burghügels und der Burggräben markieren. Auf dem Anwesen wurde später ein Bauernhaus gebaut.